# Katarina Strömgård
Katarina Strömgård (ur. 1981 w Uppsali) – szwedzka ilustratorka i autorka książek dla dzieci.
W Polsce znana z ilustracji do serii Dawid i Larisa, autorstwa Martina Widmarka, ukazującej się nakładem Wydawnictwa Zakamarki w tłumaczeniu Barbary Gawryluk.
| Lp. | Tytuł polski                      | Tytuł oryginalny        | Rok pierwszego wydania w Szwecji | Rok pierwszego wydania w Polsce | ISBN              |
| --- | --------------------------------- | ----------------------- | -------------------------------- | ------------------------------- | ----------------- |
| 1   | Antykwariat pod Błękitnym Lustrem | Blå Spegeln             | 2006                             | 2014                            | 978-83-7776-067-3 |
| 2   | Trzynasty gość                    | Den trettonde gästen    | 2006                             | 2015                            | 978-83-7776-106-9 |
| 3   | Wyspa Obłąkanych                  | Dårarnas ö              | 2007                             | 2016                            | 978-83-7776-122-9 |
| 4   | Pieśń szamana                     | Nåjdens sång            | 2008                             | 2017                            | 978-83-7776-141-0 |
| 5   | Pod szklanym niebem               | Under en himmel av glas | 2009                             | 2018                            | 978-83-7776-162-5 |
| 6   | Ogród Kleopatry                   | Kleopatras trädgård     | 2013                             | 2022                            | 978-83-7776-226-4 |